# Louis Maurin (dirigeant associatif)
Pour les articles homonymes, voir Maurin.
Louis Maurin, né le 22 juin 1966 à Rouen (Seine-Maritime), est un dirigeant associatif, écrivain et ancien journaliste français.

## Biographie

### Formation
Louis Maurin a une licence d’économie à l'université Paris-I en 1987, puis un diplôme de l'Institut d'études politiques de Paris en 1989.

### Carrière
De 1994 à 2011 il est journaliste au mensuel Alternatives économiques, responsable de la rubrique "Société".
En 2003, il fonde, aux côtés de Serge Monnin et Patrick Savidan, l'Observatoire des inégalités, organisme associatif indépendant dont l'objectif est « de dresser un état des lieux chiffré des inégalités en France et dans le monde et d'apporter des éléments d'analyse ». En 2021, il en est le directeur. Cet observatoire publie tous les deux ans un Rapport sur les inégalités en France.
En 2011, il fonde, avec le soutien du bureau d'études Compas, le Centre d'observation de la société française, dont le but est de dresser des tendances de la société française,.
Il a à son actif plusieurs ouvrages, et il fait paraître des articles dans la presse nationale.
Des médias audiovisuels font appel à lui à titre d'expert. Il est invité par France Culture à participer à plusieurs émissions : La Suite dans les idées (2005, 2006, 2007), Les Matins de France Culture (2014), Rue des Écoles (2017), Journal de 22H (2018), Le Temps du débat (2020).
France Inter en fait de même dans ses émissions Service public (février et juin 2015), Le débat de midi (2015), Le téléphone sonne (2019), Le 5/7 (2020). En 2020, il est l'invité de l'émission d'Europe 1 Europe Matin – Le tête à tête.

## Œuvre écrite (sélection)

### Ouvrages
- Louis Maurin, Les Français, Toulouse, Milan, 1995, 63 p. (ISBN 9782841132584, OCLC 747304627, BNF 35833433).
- Louis Maurin (dir.) et Patrick Savidan, L'état des inégalités en France, 2007, Paris, Belin, 2007, 253 p. (ISBN 9782701144047, OCLC 470681933, BNF 40993971).
- Louis Maurin (dir.) et Patrick Savidan, L'état des inégalités en France : données et analyses 2009, Paris, Belin, 2008, 301 p. (ISBN 9782701148649, OCLC 493765054, BNF 41379466).
- Louis Maurin, Déchiffrer la société française, Paris, La Découverte, 2099, 366 p. (ISBN 9782707154132, OCLC 638823883, BNF 42081653).
- Louis Maurin et Nina Schmidt, Que faire contre les inégalités? : 30 experts s'engagent, Tours, Observatoire des inégalités, 2016, 120 p. (ISBN 9782955305911, OCLC 962380268, BNF 45131232).
- Louis Maurin, Comprendre les inégalités, Tours, Observatoire des inégalités, 2018, 127 p. (ISBN 9782955305942, OCLC 1232986820, BNF 45520012).
- Louis Maurin, Rapport sur la pauvreté en France, Tours, Observatoire des inégalités, 2018, 96 p. (ISBN 9782955305959, OCLC 1082352201).
- Louis Maurin et Anne Brunner, Rapport sur les riches en France, Tours, Observatoire des inégalités, 2020, 104 p. (ISBN 9782955305973, OCLC 1161985566, BNF 46569347).
- Louis Maurin, Encore plus ! : Enquête sur les privilégiés qui n’en ont jamais assez, Paris, Plon, 2021, 240 p. (ISBN 9782259305891, présentation en ligne)[8],[9].

### Articles de presse
Quelques articles publiés dans la presse nationale :
- « Du même auteur – Louis Maurin », Alternatives économiques,‎ 1995-2020 (lire en ligne, consulté le 19 mars 2021).
- Élodie Maurot, « Louis Maurin : « Notre culture de la solidarité est un ciment très fort » », La Croix,‎ 27 mars 2017 (présentation en ligne).
- Audrey Tonnelier, « Louis Maurin : « On ne réglera pas le problème des inégalités en s’en prenant aux 1 % les plus riches » », Le Monde,‎ 15 mai 2019 (présentation en ligne).
- Marc Vignaud, « Les 20 % des Français aisés ? : « Des privilégiés qui n’en ont jamais assez » », Le Point,‎ 12 mars 2021 (présentation en ligne).